# Jonathan Cantillana
Jonathan Eduardo Cantillana Zorrilla (Santiago, Región Metropolitana de Santiago, Chile, 26 de mayo de 1992) es un futbolista chileno nacionalizado palestino. Juega de mediocampista en Hilal Al-Quds de la Liga Premier de Cisjordania.

## Selección nacional
Ha sido internacional con la Selección de fútbol de Palestina en 19 ocasiones, siendo además el cuarto goleador histórico de esta con 9 anotaciones.

## Clubes
| Club              | País      | Año       |
| ----------------- | --------- | --------- |
| San Antonio Unido | Chile     | 2012-2014 |
| Palestino         | Chile     | 2014-2015 |
| Ahli Al-Jalil     | Palestina | 2016      |
| Kuala Lumpur FA   | Malasia   | 2016      |
| Ahli Al-Jalil     | Palestina | 2017      |
| ENPPI Club        | Egipto    | 2017-2018 |
| Hilal Al-Quds     | Palestina | 2018-2019 |
| PSIS Semarang     | Indonesia | 2019-2022 |
| PSS Sleman        | Indonesia | 2023      |
| Perak FC          | Malasia   | 2024-Act. |